# Les Fontetes (Castellar de la Ribera)
|  | Aquest article tracta sobre el torrent de Castellar de la Ribera. Vegeu-ne altres significats a «Les Fontetes». |

Les Fontetes és un torrent afluent per la dreta del Barranc dels Apòstols que neix al vessant nord del Serratalt, a poc més de 500 m. al nord-est de la masia de Torremorell. De direcció global cap a les 8 del rellotge, desguassa al seu col·lector a uns 370 m. al sud-oest de la masia de Marmí després d'haver passat pel nord de les masies de Torremorell i el Masroig i pel sud de la masia del Llor. Fa tot el seu curs pel terme municipal de Castellar de la Ribera.

## Xarxa hidrogràfica
La seva xarxa hidrogràfica, que també transcorre íntegrament pel terme municipal de Castellar de la Ribera, està constituïda per tres cursos fluvials la longitud total dels quals suma 3.915 m.